# Histoires naturelles (documentaire)

Histoires naturelles est une série de documentaires sur la nature produite par TF1 et SN Éditel. La série a été rediffusée la nuit sur TF1 un nombre considérable de fois, et est devenue culte pour certains téléspectateurs nocturnes. La série compte 300 épisodes qui ont été tournés depuis 1982.

## Principe
Le principe de l'émission est de montrer les rapports de l'Homme avec la nature. Si lors des tout premiers épisodes la chasse et la pêche constituaient les sujets principaux de la série, par la suite l'approche s'est faite beaucoup plus universelle et ce sont des histoires de plus de 80 pays sur les cinq continents qui ont été racontées.

## Auteurs et producteurs
À la création : Igor Barrère, Étienne Lalou, Jean-Pierre Fleury, puis Anne Barrère et Jean-Pierre Fleury à partir de 2001.

## Réalisateurs
Réalisateurs : Igor Barrère, Jean-Pierre Fleury, Christophe Resse, Claude Cailloux, Thomas Bounoure, Jean-Bernard Buisson, Laurent Charbonnier, Loïc Coat, Bertrand Devaux, Philippe Garguil, Jean-Paul Grossin, Alain Hébert, Pierre Helleu, Anthony Martin, François–Xavier Pelletier, Michel Tonelli.

## Année de création
Année de création : 1981, première diffusion 23 avril 1982.

## Format
De 1982 à 1985, 54 émissions de 26 minutes puis de 1985 à 2009, 260 émissions de 52 minutes.

## Diffusions et rediffusions
Diffusions et rediffusions : La Une, TF1, Odyssée, Planète, TV5.

## Générique
Peintures pariétales de la grotte d'Altamira et gravure sur bois de cerf de la grotte du Mas-d'Azil. L'indicatif musical est un extrait de Carmina Burana de Carl Orff, plus précisément de la scène Uf dem Anger, interprétée par l'orchestre philharmonique de Berlin dirigé par Herbert von Karajan.

## Personnalités associées
Pierre Affre, Yvan Audouard, Alain Baraton, Yves Berger, José-Maria Blanc, Michel Bras, Jean-Jacques Brochier, Catherine Chabaud, Bruno Clément, Pierre Clostermann, Jean Clottes, Michel Charasse, Alain Darroze, Michel Delaunay, Michel Déon, Pierre Dospital, François Déduit, Jacques Duquesne, Arnaud Filleul, Georges Fleury, Philippe Frey, Léon Gautier, Michel Guérard, Jean-Pierre Guillemaud dit "Piam", Robert Hainard, Tony Huston (en), Ismaïl Kadaré, Jean-Claude Lestringant, Bernard Loiseau, Henri Limouzin, Jean Mauriac, Léon Mazella, Christian Millau, Pierre Moinot, Artus de Montalembert, Pierre Morency, Tancrède de La Morinerie, Dominique Nicolas, Ted Nugent, Xavier Patier, Michel Tournier, Jacqueline Ripart, Étienne Van Den Driessche, Nicolas Vanier, Philippe Vigand, Daniel Yonnet, Pierre Helleu, Jean-Max Lecaille.